# Cortinarius erugatus
Cortinarius erugatus är en svampart som först beskrevs av Johann Anton Weinmann, och fick sitt nu gällande namn av Elias Fries 1838. Cortinarius erugatus ingår i släktet Cortinarius och familjen spindlingar.   Inga underarter finns listade i Catalogue of Life.
I den svenska databasen Dyntaxa används istället namnet Cortinarius leiocastaneus för samma taxon.  Arten är reproducerande i Sverige.